# Andreas Werner
Andreas Werner (4 de noviembre de 1977) es un deportista alemán que compitió en remo. Ganó dos medallas en el Campeonato Mundial de Remo, en los años 2000 y 2002.

## Palmarés internacional
| Campeonato Mundial | Campeonato Mundial | Campeonato Mundial | Campeonato Mundial |
| Año                | Lugar              | Medalla            | Prueba             |
| ------------------ | ------------------ | ------------------ | ------------------ |
| 2000               | Zagreb (Croacia)   | Medalla de bronce  | Cuatro con timonel |
| 2002               | Sevilla (España)   | Medalla de oro     | Dos con timonel    |